# Rudolf Schmidt (Bautechniker)

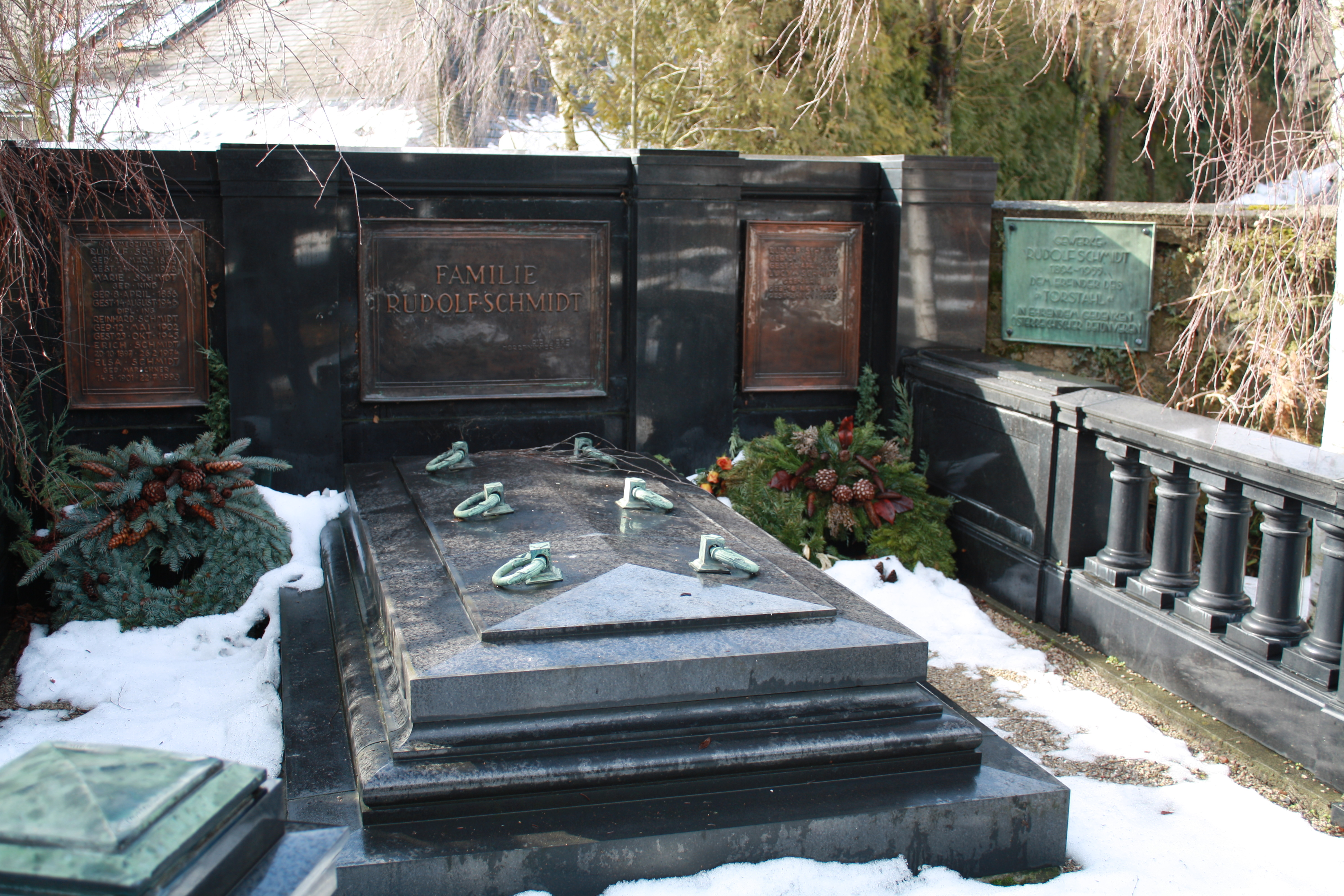
Grab am Hinterbrühler Friedhof

Rudolf Schmidt (* 24. November 1894 in Wien; † 19. April 1955 ebenda) war ein österreichischer Unternehmer und Erfinder.

## Leben und Wirken
Nach seiner schulischen Ausbildung trat Schmidt zunächst als Volontär in das in Wien ansässige stahlverarbeitende Unternehmen 'Rudolf Schmidt & Co.' ein, das sein Vater Rudolf Schmidt (1865–1928) im Jahr 1892 gemeinsam mit Hugo Rosenthal (1858–1949) gründete. Nach dem Ersten Weltkrieg war Schmidt (der Jüngere) in einem schwedischen Importunternehmen für Erze in Düsseldorf tätig, wo er zuletzt die Position des Prokuristen innehatte. 1921 kehrte er in das väterliche Unternehmen zurück, indem er die Leitung des Werks in Düsseldorf übernahm, das unter seiner Führung 1923 nach Berlin verlegt wurde. Nach dem Tod seines Vaters fiel ihm schließlich ab 1929 die Leitung des Gesamtunternehmens in Wien zu, das in der Zwischenzeit in die Österreichische Schmidt Stahlwerke AG umgewandelt worden war. In dieser Funktion war er bis zu seinem Ableben im Jahr 1955 aktiv.
Besondere Bekanntheit erlangte Schmidt mit seiner Erfindung des TOR-Stahls, die er in den Jahren 1935 und 1936 patentieren ließ. TOR-Stahl, ein durch Torsion kaltverwundener Bewehrungsstahl für Beton, bildet seither die grundlegende Basis für den Stahlbetonbau.
Begraben ist Schmidt im Familiengrab am Friedhof in der Hinterbrühl in Niederösterreich.